# Karozzin

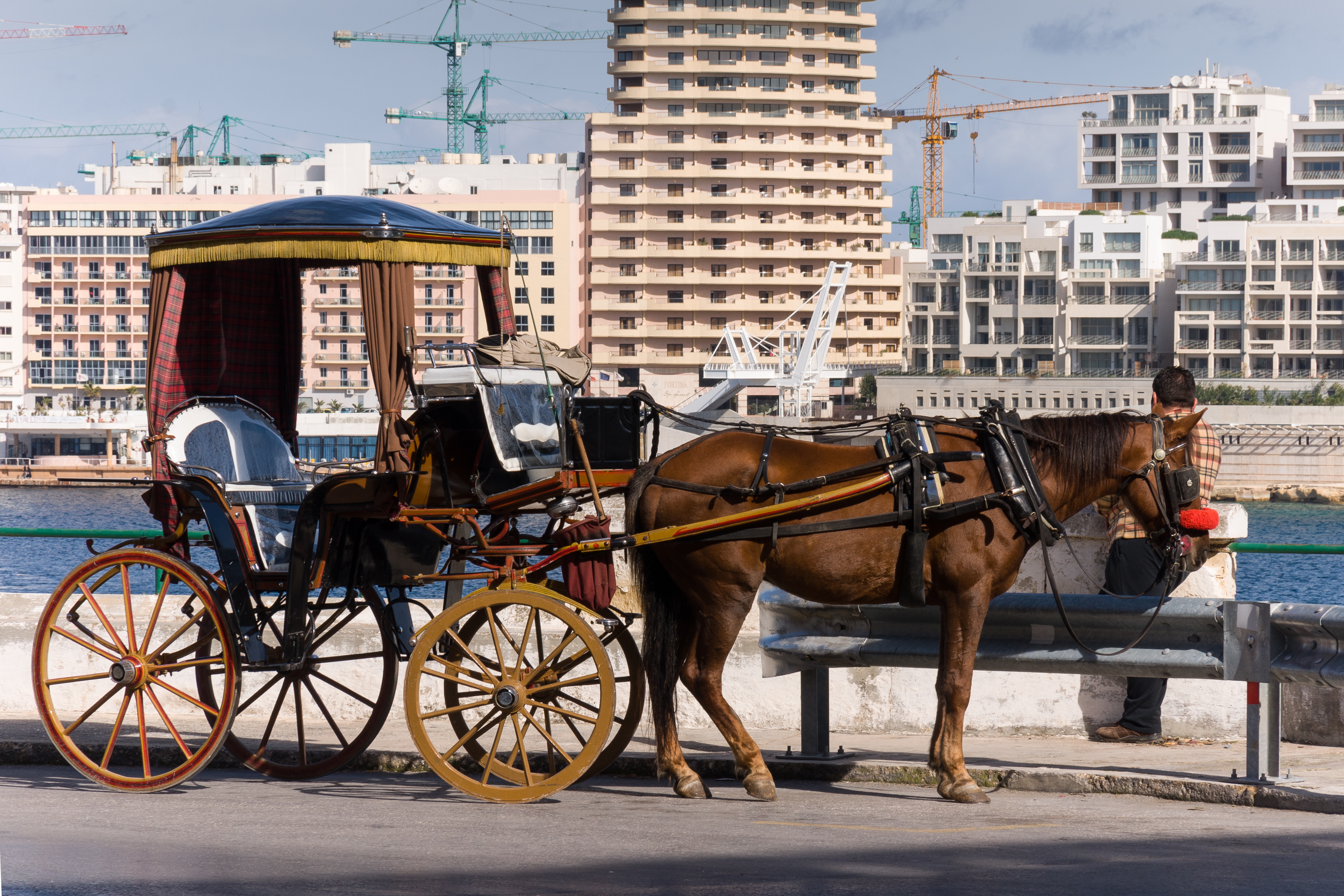
Karozzin współcześnie

Karozzin to tradycyjny maltański środek transportu wynaleziony w połowie XIX wieku. Jest to pojazd zaprzęgowy ciągnięty przez jednego lub dwa konie. Dawniej była pospolitym środkiem transportu, ale nadal jest używana na uroczystościach takich jak pogrzeby, lub w celach turystycznych. Najczęściej można ją spotkać w Mdinie czy w Valletcie.